# Jennifer Lynchová
Jennifer Chambers Lynchová (* 7. dubna 1968) je americká filmová režisérka, scenáristka a producentka, dcera umělce Davida Lynche, známá jako autorka knihy The Secret Diary of Laura Palmer. Napsáním námětu a zrežírováním svého debutu Helena v krabici v roce 1993 se stala nejmladší autorkou a režisérkou v Hollywoodu.

## Osobní život

### Mládí
Narodila se v pensylvánské Filadelfii do rodiny umělce Davida Lynche a malířky Peggy Reaveyové. Od šesti let praktikuje transcendentální meditaci.

### Filmová kariéra
Vzdělání získala v Los Angeles a na michiganské umělecké akademii Interlochen Arts Academy. Jako teenager si zahrála malou dívku v otcově snímku Mazací hlava. Poté pracovala jako asistentka produkce na dalším otcově projektu Modrý samet (1986). Napsala knihu The Secret Diary of Laura Palmer (Tajný deník Laury Palmerové) spojenou s televizním seriálem vytvořeným jejím otcem a Markem Frostem Městečko Twin Peaks; je také autorkou jednoho z dílů „Pátek třináctého“ (Friday the 13th).
V roce 1993 debutovala jako režisérka filmem Helena v krabici, ve kterém se objevilo několik atraktivních hereček včetně Madonny. Do role Heleny obsadila Sherilyn Fennovou, jež také hrála v seriálu Twin Peaks. Snímek byl podroben protestům feministek a propadl u odborné kritiky. Stejný rok 1993 natočila pro britskou rockovou kapelu New Model Army videoklip k písni „Living in the Rose“.
Druhý film přišel po dalších patnácti letech, když v roce 2008 režírovala nezávislý thriller Pod kontrolou. Následující rok 2009 natočila snímek Hisss, známý také pod názvem Nagin: The Snake Woman.
V říjnu 2008 nejdříve převzala za film Pod kontrolou cenu na Festivalu de Cine de Sitges. O měsíc později se pak stala první ženou oceněnou za nejlepší režii na filmovém festivalu hororu – New York City Horror Film Festival. 21. března 2010 pak získala cenu také na International Surrealist Film Festival.
V roce 2011 natáčela snímek Visibility pro Motion Picture Corporation of America.

## Soukromý život
V září 1995 přivedla na svět dceru Sydney Row Lynchovou, jejímž otcem je Andrew J. Peterson.

## Režijní filmografie
| Rok  | Název            | Autoři                          | Producenti                                              | Hlavní role                                 | Poznámky                           |
| 1993 | Helena v krabici | Jennifer Lynch, Philippe Caland | Philippe Caland                                         | Sherilyn Fennová, Julian Sands, Bill Paxton | také scenáristka                   |
| 2008 | Pod kontrolou    | Jennifer Lynch, Kent Harper     | David Lynch, Kent Harper, Marco Mehlitz, David Michaels | Bill Pullman, Julia Ormond, French Stewart  | také scenáristka s Kentem Harperem |
| 2010 | Hisss            | Jennifer Lynch                  | Vikram Singh, Govind Menon                              | Mallika Sherawat, Irrfan Khan               |                                    |